# Futbol'nyj Klub Luč-Ėnergija 2010
Questa voce raccoglie le informazioni riguardanti il Luč-Ėnergija nelle competizioni ufficiali della stagione 2010.

## Stagione
Al secondo anno consecutivo in Pervyj divizion la squadra ottenne un risultato analogo a quello della stagione precedente, chiudendo al dodicesimo posto
In Coppa di Russia la squadra entrò in scena al quinto turno, superando in trasferta il Radian-Bajkal Irkutsk; ai sedicesimi riuscì ad eliminare il Terek Groznyj, squadra di Prem'er-Liga, per poi essere eliminati in trasferta dal Saturn, altra squadra di Prem'er-Liga.

## Rosa
| N. |                    | Ruolo | Calciatore           |
| -- | ------------------ | ----- | -------------------- |
| 1  | Russia (bandiera)  | P     | Aleksandr Kotlyarov  |
| -- | Russia (bandiera)  | P     | Mikhail Komarov      |
| 2  | Russia (bandiera)  | D     | Pavel Smurov         |
| 5  | Croazia (bandiera) | D     | Matija Kristić       |
| 6  | Russia (bandiera)  | D     | Beslan Gubliya       |
| 18 | Russia (bandiera)  | D     | Eduard Mor           |
| 24 | Russia (bandiera)  | D     | Vitali Kazantsev     |
| -- | Russia (bandiera)  | D     | Aleksandr Khlebnikov |
| -- | Russia (bandiera)  | D     | Andrei Kolesnikov    |
| -- | Russia (bandiera)  | D     | Igor Udaly           |
| 7  | Russia (bandiera)  | C     | Aleksandr Dancev     |
| 9  | Russia (bandiera)  | C     | Vladimir Mikhalyov   |
| 11 | Ucraina (bandiera) | C     | Dmitri Podruzhko     |
| 21 | Russia (bandiera)  | C     | Lev Kornilov         |

| N. |                       | Ruolo | Calciatore             |
| -- | --------------------- | ----- | ---------------------- |
| 22 | Russia (bandiera)     | C     | Artyom Mikheyev        |
| 77 | Russia (bandiera)     | C     | Aleksandr Vasilyev     |
| -- | Camerun (bandiera)    | C     | Jean Bouli             |
| -- | Russia (bandiera)     | C     | Zakhar Dubensky        |
| -- | Russia (bandiera)     | C     | Sergei Yegorov         |
| -- | Russia (bandiera)     | C     | Andrei Bochkov         |
| -- | Russia (bandiera)     | C     | Maksim Burchenko       |
| -- | Russia (bandiera)     | C     | Maksim Zinovyev        |
| -- | Montenegro (bandiera) | A     | Srđan Radonjić         |
| -- | Ucraina (bandiera)    | A     | Maksim Fyodorov        |
| -- | Russia (bandiera)     | A     | Andrei Zhdanov         |
| 3  | Russia (bandiera)     | A     | Eduard Sakhnevich      |
| 10 | Russia (bandiera)     | A     | Vladimir Gogberashvili |
| 23 | Estonia (bandiera)    | A     | Vladimir Voskoboinikov |

## Risultati

### Campionato
| Mosca 27 marzo 2010 1ª giornata | SKA-Ėnergija | 0 – 0 referto | Luč-Ėnergija | Stadio Lužniki |

| Vladivostok 13 aprile 2010 3ª giornata | Luč-Ėnergija | 0 – 1 referto | Kuban' | Stadio Dinamo |

| Vladivostok 10 aprile 2010 4ª giornata | Luč-Ėnergija | 0 – 0 referto | Chimki | Stadio Dinamo |

| Nižnij Novgorod 18 aprile 2010 5ª giornata | Volga Nižnij Novgorod | 2 – 2 referto | Luč-Ėnergija | Stadio Lokomotiv |

| Naberežnye Čelny 21 aprile 2010 6ª giornata | KAMAZ | 1 – 0 referto | Luč-Ėnergija |  |

| Vladivostok 29 aprile 2010 7ª giornata | Luč-Ėnergija | 1 – 1 referto | Irtyš Omsk | Stadio Dinamo |

| Vladivostok 2 maggio 2010 8ª giornata | Luč-Ėnergija | 1 – 0 referto | Ural | Stadio Dinamo |

| San Pietroburgo 10 maggio 2010 9ª giornata | Dinamo San Pietroburgo | 1 – 2 referto | Luč-Ėnergija | SK Petrovskij (MSA) |

| Chimki 13 maggio 2010 10ª giornata | Baltika | 1 – 0 referto | Luč-Ėnergija | Stadio Rodina |

| Vladivostok 21 maggio 2010 11ª giornata | Luč-Ėnergija | 0 – 3 referto | Dinamo Brjansk | Stadio Dinamo |

| Vladivostok 24 maggio 2010 12ª giornata | Luč-Ėnergija | 3 – 1 referto | Šinnik | Stadio Dinamo |

| Krasnodar 1º giugno 2010 13ª giornata | Krasnodar | 3 – 0 referto | Luč-Ėnergija | Stadio Kuban' |

| Soči 4 giugno 2010 14ª giornata | Žemčužina-Soči | 0 – 0 referto | Luč-Ėnergija | Stadio Centrale Metreveli |

| Vladivostok 12 giugno 2010 15ª giornata | Luč-Ėnergija | 3 – 1 referto | Nižnij Novgorod | Stadio Dinamo |

| Vladivostok 15 giugno 2010 16ª giornata | Luč-Ėnergija | 2 – 0 referto | Mordovija | Stadio Dinamo |

| Volgograd 23 giugno 2010 17ª giornata | Volgograd | 2 – 2 referto | Luč-Ėnergija | Stadio Centrale |

| Astrachan' 26 giugno 2010 18ª giornata | Volgar'-Gazprom | 2 – 1 referto | Luč-Ėnergija | Stadio Centrale |

| Vladivostok 6 luglio 2010 19ª giornata | Luč-Ėnergija | 4 – 3 referto | Avangard Kursk | Stadio Dinamo |

| Vladivostok 9 luglio 2010 20ª giornata | Luč-Ėnergija | 2 – 0 referto | Saljut Belgorod | Stadio Dinamo |

| Vladivostok 2 agosto 2010 22ª giornata | Luč-Ėnergija | 0 – 0 referto | SKA-Ėnergija | Stadio Dinamo |

| Krasnodar 10 agosto 2010 23ª giornata | Kuban' | 3 – 0 referto | Luč-Ėnergija | Stadio Kuban' |

| Chimki 13 agosto 2010 24ª giornata | Chimki | 1 – 1 referto | Luč-Ėnergija | Stadio Rodina |

| Vladivostok 21 agosto 2010 25ª giornata | Luč-Ėnergija | 1 – 1 referto | Volga Nižnij Novgorod | Stadio Dinamo |

| Vladivostok 24 agosto 2010 26ª giornata | Luč-Ėnergija | 0 – 1 referto | KAMAZ | Stadio Dinamo |

| Omsk 31 agosto 2010 27ª giornata | Irtyš Omsk | 0 – 3 referto | Luč-Ėnergija |  |

| Ekaterinburg 3 settembre 2010 28ª giornata | Ural | 1 – 0 referto | Luč-Ėnergija | Stadio Uralmaš |

| Vladivostok 11 settembre 2010 29ª giornata | Luč-Ėnergija | 1 – 0 referto | Dinamo San Pietroburgo | Stadio Dinamo |

| Vladivostok 14 settembre 2010 30ª giornata | Luč-Ėnergija | 2 – 1 referto | Baltika | Stadio Dinamo |

| Brjansk 28 settembre 2010 31ª giornata | Dinamo Brjansk | 1 – 1 referto | Luč-Ėnergija | Stadio Dinamo |

| Jaroslavl' 25 settembre 2010 32ª giornata | Šinnik | 3 – 2 referto | Luč-Ėnergija | Stadio Šinnik |

| Vladivostok 3 ottobre 2010 33ª giornata | Luč-Ėnergija | 1 – 1 referto | Krasnodar | Stadio Dinamo |

| Vladivostok 6 ottobre 2010 34ª giornata | Luč-Ėnergija | 2 – 1 referto | Žemčužina-Soči | Stadio Dinamo |

| Nižnij Novgorod 14 ottobre 2010 35ª giornata | Nižnij Novgorod | 3 – 1 referto | Luč-Ėnergija | Stadio Severnyj |

| Saransk 17 ottobre 2010 36ª giornata | Mordovija | 0 – 0 referto | Luč-Ėnergija | Start Stadion |

| Vladivostok 24 ottobre 2010 37ª giornata | Luč-Ėnergija | 1 – 1 referto | Volgograd | Stadio Dinamo |

| Vladivostok 27 ottobre 2010 38ª giornata | Luč-Ėnergija | 0 – 1 referto | Volgar'-Gazprom | Stadio Dinamo |

| Kursk 3 novembre 2010 39ª giornata | Avangard Kursk | 1 – 2 referto | Luč-Ėnergija | Stadio Trudovye rezervy |

| Belgorod 6 novembre 2010 40ª giornata | Saljut Belgorod | 0 – 1 referto | Luč-Ėnergija | Stadio Centrale Saljut |

### Coppa di Russia
| Irkutsk 1º luglio 2010 Quinto turno          | Radian-Bajkal Irkutsk | 0 – 0 (d.t.s.) referto | Luč-Ėnergija | Stadio Lokomotiv |
| \| \| \| \| \| \| Tiri di rigore 2 – 3 \| \| |                       |                        |              |                  |
|                                              |                       |                        |              |                  |
|                                              | Tiri di rigore 2 – 3  |                        |              |                  |

| Vladivostok 13 luglio 2010 Sedicesimi di finale | Luč-Ėnergija | 4 – 0 referto | Terek Groznyj | Stadio Dinamo |

| Ramenskoe 22 settembre 2010 Ottavi di finale | Saturn | 2 – 1 referto | Luč-Ėnergija | Saturn Stadium |